# Hugo von Bose
Carl Adalbert Hugo von Bose (* 25. Oktober 1808 in Leipzig; † 11. August 1856 in Dresden) war ein deutscher Geograph und Statistiker.

## Leben und Wirken
Er stammte aus dem sächsischen Adelsgeschlecht von Bose und war der Sohn des königlich-sächsischen Hauptmannes Carl Heinrich Adolph von Bose (1766–1813). Wie mehrere seiner Familienangehörigen trat er in 
den sächsischen Militärdienst. Dort brachte er es bis zum Oberleutnant in Dresden. Bekanntheit erlangte er durch zahlreiche geographische und statistische Veröffentlichungen, meist mit Bezug zum Königreich Sachsen.

## Werke (Auswahl)
- Handbuch der Geographie, Statistik und Topographie des Königreichs Sachsen. Adler und Dietze, Dresden 1845.
- Ortsverzeichniß des Königreichs Sachsen, mit Angabe der betreffenden Kreisdirection, der Amtshauptmannschaft und des Amtsbezirkes, sowie der Anzahl der Einwohner und der Wohngebäude jedes Ortes, und bei Dörfern außerdem mit Angabe ihrer Lage und besonderer Bezeichnung der vorhandenen Rittergüter. Adler und Dietze, Dresden 1845.
- Handbuch der Geographie, Statistik und Topographie [...]. 1847.
- Taschenbuch für das Abstecken und Messen der Linien, Winkel und Figuren. Nebst einer Sammlung fortificatorischer Aufgaben. Ein für Real-, Gewerbe-, Kriegs- und Compagnie-Schulen brauchbares Handbuch. Freiberg: Frotscher & Wolf, 1850.
- Sammlung der wichtigsten Landescultur- oder Ackerbaugesetze des Königreiches Sachsen. C. C. Meinhold und Söhne, Dresden 1850.
- Ortsverzeichniß des Königreiches Sachsen und des Herzogthums Sachsen-Altenburg, nämlich: Verzeichniß der sämmtlichen Städte, Marktflecken, Dörfer, Rittergüter, Hammerwerke und Vorwerke … B. G. Teubner, Dresden o. J.
- Gewerbspolizeiliche Bestimmungen hinsichtlich der Braunahrung, Branntweinbrennerei, Gast- und Schanknahrungtitel, so wie das Vereins- und Versammlungsrecht betreffenden Verordnungen. Oldecop’s Erben, Oschatz 1851.
- Taschenbuch über das Vogelschießen der altehrwürdigen Bogenschützen-Gesellschaft in Dresden. Blochmann jun., Dresden 1855.